# Marjorie Organ
Marjorie Organ, née le 3 décembre 1886 et morte en juillet 1930, était une illustratrice, dessinatrice de comic strips et une caricaturiste américaine d'origine irlandaise.

## Biographie
fille d'un dessinateur de papier peint irlandais, Marjorie Organ arrive aux États-Unis alors qu'elle a treize ans lorsque ses parents émigrent. Elle étudie avec l'illustrateur Dan McCarthy. Fin 1902, alors qu'elle a seize ans, elle est engagée comme dessinatrice au New York Journal de William Randolph Hearst. Elle est alors la seule femme artiste dans ce journal. Là elle crée plusieurs strips, Reggie and the Heavenly Twins est celui qui dure le plus longtemps. Organ publie aussi deux autres strips : The Man Hater Club et Strange What a Difference a Mere Man Makes pour le journal New York World. Début 1908, elle rencontre le peintre Robert Henri et bientôt elle suit ses cours à la New York School of Art. Le 5 mai 1908, ils se marient. Bien qu'elle continue à dessiner et à peindre après cela, elle est souvent le modèle d'Henri et passe la plus grande partie de son temps à organiser leur vie en société.

## Comic strips
- Reggie and the Heavenly Twins : Reggie est un jeune homme qui cherche à séduire deux jeunes sœurs mais à chaque fois, dans la dernière case du strip, elles partent avec deux beaux jeunes hommes[7].
- Strange What a Difference a Mere Man Makes

## Portraits de Marjorie Organ Henri par Robert Henri
- O in Black with Scarf, (1910), Fine Arts Museums of San Francisco
- The Masquerade Dress, (1911), Metropolitan Museum of Art[8]
- Portrait of Mrs. Henri, (1914), San Diego Museum of Art
- The Beach Hat, (1914), Detroit Institute of Art
- Marjorie Organ Henri or O, Reclining Figure, Estate of Robert Henri[9]

Robert Henri meurt d'un cancer en 1929 et Marjorie Organ meurt l'année d'après aussi d'un cancer.